# Kurland-Kessel

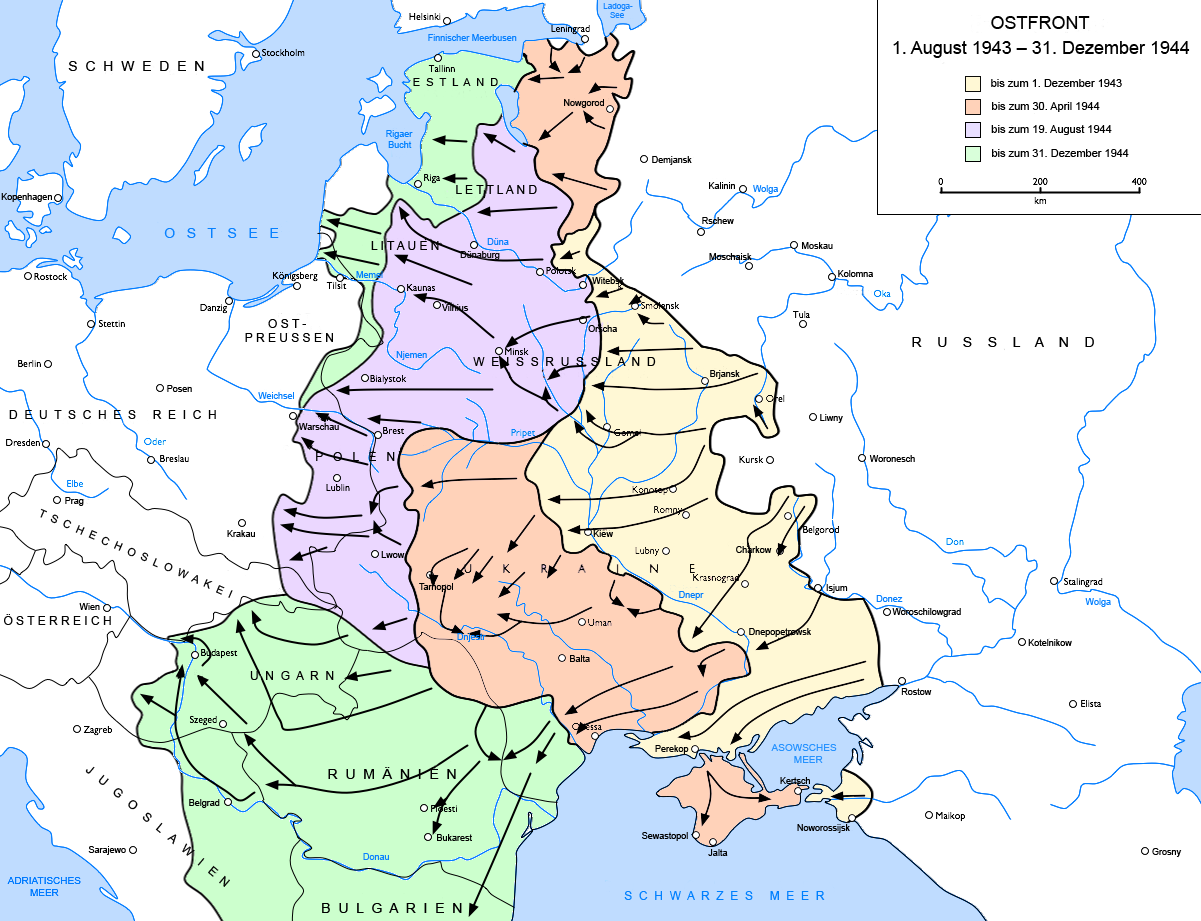
Entwicklung an der Ostfront von August 1943 bis Dezember 1944

1941: Białystok-Minsk – Dubno-Luzk-Riwne – Smolensk – Uman – Kiew – Odessa – Leningrader Blockade – Wjasma-Brjansk – Charkow – Rostow – Moskau – Tula

1942: Rschew – Charkow – Ljuban/Wolchow – Kertsch/Sewastopol – Fall Blau – Kaukasus – Stalingrad – Operation Mars

1943: Woronesch-Charkow – Operation Iskra – Nordkaukasus – Charkow – Kursk – Orjol – Donez-Mius – Donbass – Belgorod-Charkow – Smolensk – Dnepr – Kiew

1944: Dnepr-Karpaten – Leningrad-Nowgorod – Krim – Wyborg–Petrosawodsk – Operation Bagration – Lwiw-Sandomierz – Jassy–Kischinew – Belgrad – Petsamo-Kirkenes – Baltikum – Karpaten – Ungarn

1945: Kurland  – Weichsel-Oder – Ostpreußen – Westkarpaten – Niederschlesien – Ostpommern – Plattensee – Oberschlesien – Wien – Oder – Berlin – Prag
In der Kesselschlacht von Kurland wurden die deutsche Heeresgruppe Nord (später in Heeresgruppe Kurland umbenannt) sowie Luftwaffen- und Marineeinheiten in Kurland ab Oktober 1944 eingeschlossen.
Infolge des Durchbruchs der sowjetischen Truppen über die Memel zur Ostsee am 10. Oktober 1944 wurde die über die Düna auf Kurland zurückgegangene Heeresgruppe von den über Polen und Ostpreußen auf die Reichsgrenze zurückgehenden Wehrmachtverbänden abgetrennt und bildete einen Brückenkopf. Sechs Großangriffe der sowjetischen Streitkräfte brachten diesen in der Summe nur geringe Geländegewinne, so dass die Wehrmachttruppen ihre Stellungen bis zur bedingungslosen Kapitulation am 8. Mai 1945 insgesamt nur wenig zurücknehmen mussten.

## Die sechs Kurlandschlachten
Der Abzug der im Kurland-Kessel eingeschlossenen deutschen Truppen wurde durch Hitler hartnäckig verweigert. Darin war er durch Dönitz – auch gegen den Rat von Guderian – bereits mehrfach bestärkt worden. Bereits seit Anfang 1944 insistierte der Oberbefehlshaber der Kriegsmarine mehrfach gegenüber Hitler darauf, die Gebiete auf jeden Fall zu halten und – im Gegensatz zur Einschätzung der Heeresführung – nicht in rückwärtigere Stellungen zurückzuweichen. So unterblieb es auch, die schließlich eingekesselte Heeresgruppe Nord über See abzuziehen. Die östliche Ostsee sollte unbedingt als einzig verbliebenes Übungsgebiet für die neuen U-Boot-Typen gehalten werden, um die Wende in der Seekriegführung gegen die Angloamerikaner zu erreichen. Dabei wurde die Sicherheit der mit im Kurland-Kessel eingeschlossenen Zivilisten einer ideologischen Kriegführung, die sich am Motto „Sieg oder Untergang“ orientierte, völlig untergeordnet. Die Evakuierung der Zivilbevölkerung setzte erst ab Januar 1945 ein und sollte auch dann im Rahmen von Verwundeten- und Flüchtlingstransporten durch die Kriegsmarine aus militärischen Interessen und der Brennstoffknappheit lediglich nachrangig erfolgen.
Im Oktober 1944 drängten sich im etwa 14.200 km² großen Kurland neben den 230.000 Einwohnern etwa 150.000 Flüchtlinge, die den Ostseehäfen zustrebten. Etwa 500.000 Soldaten aller Teilstreitkräfte waren auf deutscher Seite im Einsatz, ihnen standen die sowjetische 4. Stoßarmee (Malyschew), die 6. Gardearmee (Tschistjakow) und die 51. Armee (Kreiser) gegenüber. Die deutsche Hauptkampflinie (HKL) verlief entlang der Linie Tukkum–Moscheiken – östlich Libau.

### Erste Kurlandschlacht

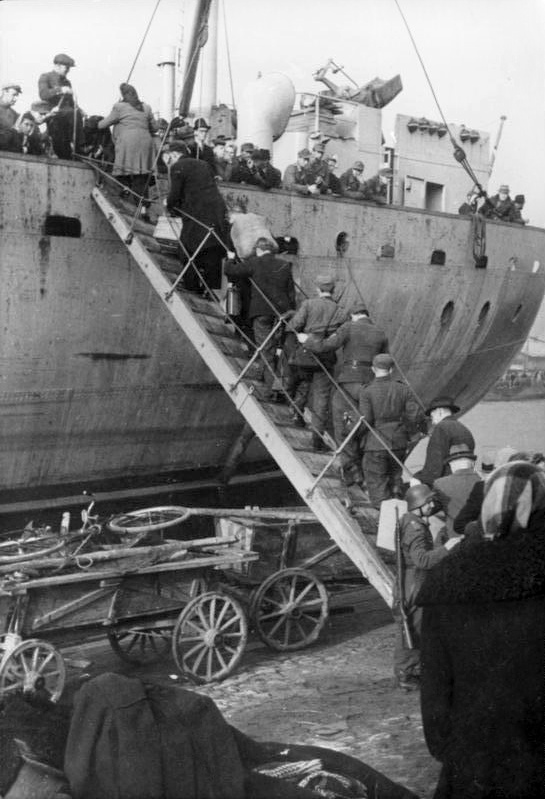
Evakuierung aus Windau (lett. Ventspils), 19. Oktober 1944

Kurz nach dem Beginn der Blockade, drei Tage nach der Eroberung von Riga durch die Rote Armee und der Sprengung der großen Dünabrücke, traten am 16. Oktober 1944 im Rahmen der 1. Kurlandschlacht 29 sowjetische Divisionen, ein Panzerkorps mit schweren Panzern des Typs Josef Stalin und vier motorisierte Brigaden zum Angriff an mit dem Ziel, auf Libau und Windau durchzustoßen, die für die Versorgung wichtigen Seehäfen zu nehmen und der Heeresgruppe endgültig den Rückweg über See abzuschneiden. Teilen der 61. und der schnell herbeigeführten 11. Infanterie-Division, örtlich unterstützt von Nebelwerfern und Flak-Batterien, gelang es zwar, die Angriffe abzuweisen, der bereits anlaufende Gegenstoß der Heeresgruppe Nord zum Anschluss an die letzten bei Memel stehenden Verbände der Wehrmacht blieb jedoch unter Verlusten liegen.
Hitler befahl nun, die „Festung Kurland“ um jeden Preis zu halten und verbot der auf verlorenem Posten kämpfenden Heeresgruppe, die seit dem 23. Juli 1944 von Generaloberst Ferdinand Schörner, einem überzeugten Nationalsozialisten, kommandiert wurde, alle weiteren Ausbruchsversuche in Richtung Ostpreußen.

### Zweite Kurlandschlacht
Am 27. Oktober traten nach heftiger sowjetischer Artillerievorbereitung mit 2000 Geschützen aller Kaliber 60 sowjetische Divisionen gegen die deutschen Stellungen an. Zielrichtung war erneut Libau. Im Schwerpunkt der 2. Kurlandschlacht griff die 5. Garde-Panzerarmee mit etwa 400 Panzern an und erzielte mehrere Einbrüche in die deutschen Linien. Gegenstöße brachten nur bedingten Erfolg, doch der starke Regen und die dadurch verschlammten Wege bremsten den Angriff, so dass es den eilig herangeführten Reserven nun gelang, zahlreiche Panzer abzuschießen. An die 1150 sowjetische Panzerfahrzeuge wurden zerstört, allerdings zum Preis hoher eigener Verluste. Allein das deutsche X. Armeekorps verzeichnete fast 50 % Ausfälle, ein Regiment der SS-Freiwilligen-Panzergrenadier-Brigade „Nederland“ war bis auf 25 Mann zerrieben. Insgesamt verlor die Heeresgruppe bis Ende November 68.000 Mann an Gefallenen und Verwundeten, mehrere Verbände mussten aufgelöst oder umgruppiert werden. Hinzu kamen Verluste an Material und Waffen. Trotz aller Verluste erfolgten noch weitere heftige Angriffe auf Frauenburg, bis heftige Regenfälle Ende November weitere Bewegungen fast unmöglich machten. Libau wurde als Nachschubhafen festungsmäßig ausgebaut, Vorrat für drei Monate geplant. Die Versorgung per Schiff wurde überlebensnotwendig; nur wenige Transportflugzeuge Ju 52 standen zur Verfügung und Jagdschutz für sie gab es nicht mehr.

### Dritte Kurlandschlacht
Im Dezember setzte Frost ein, der verschlammte Boden gefror und erlaubte erneute Angriffsoperationen. Am 21. Dezember eröffnete um 07:20 Uhr morgens auf einer Breite von 35 km ein Artillerieschlag mit 170.000 Granaten den Angriff der 3. und 4. Stoß-, der 10. Garde-Armee sowie der 42. Armee. Die 3. Kurlandschlacht entwickelte sich an der Nahtstelle zwischen 16. und 18. Armee mit dem Ziel, den Kessel zu teilen und auf Libau vorzustoßen. Im Schwerpunkt verteidigten die 329., 225., 205. und 132. Infanterie-Division. Gegenstöße der 12. Panzer- und der 227. Infanterie-Division blieben erfolglos; die 132. Infanterie-Division konnte ihre Stellungen nicht mehr halten und wich aus. Unter Verlusten von 27.144 Gefallenen, Verwundeten und Vermissten gelang es am 23. Dezember 1944, die sowjetische Offensive zu stoppen. Über Weihnachten schwiegen die Waffen für zwei Tage; am 26. Dezember setzten die Sowjets ihre Offensive fort, zunächst südlich Tukkum, dann auch vor Libau. Bei Džūkste wurden die Stellungen der 19. lettischen SS-Division und der 227. Infanterie-Division überrannt, eilig zusammengezogenen Reserven gelang es, am 27. Dezember, die Lage zu stabilisieren.
Anfang 1945 standen noch etwa 400.000 Mann unter dem Befehl der Heeresgruppe. Die Front verlief nun etwa 20 km südlich von Libau nach Osten bis hart südlich von Durbe und Schrunden, von dort an Frauenburg vorbei Richtung Tukkum zum Rigaer Meerbusen. Die 4. Panzer-Division, 32. Infanterie-Division, die abgekämpfte 227., die 218. und die 389. Infanterie-Division sowie die lettische 15. SS-Division wurden über Libau verladen und evakuiert.
Am 15. Januar 1945 übergab Generaloberst Schörner die Führung der Heeresgruppe an Generaloberst Lothar Rendulic; dieser wurde jedoch nur zehn Tage später von Generaloberst Heinrich von Vietinghoff abgelöst.

### Vierte Kurlandschlacht
Am 24. Januar 1945 eröffnete die Rote Armee mit elf Divisionen die 4. Kurlandschlacht. Die Angriffe beiderseits Prekuln, gefolgt von weiteren Angriffen zwischen Frauenburg und Tukkum zeigten die neue Taktik, an mehreren Stellen gleichzeitig anzugreifen und dadurch die Reserven des Gegners zu verzetteln. Im Schwerpunkt verteidigten die 30. Infanterie-Division und die 11. SS-Freiwilligen-Panzergrenadier-Division „Nordland“. Die Stellungen an der Vartaja mussten aufgegeben werden. Nachdem Eingreifreserven unterwegs waren, brachen weitere Angriffe gegen die 205. und die 215. Infanterie-Division bei Frauenburg sowie die 122. Infanterie-Division hervor. Die heftigen Angriffe erstickten nach Verlusten auf beiden Seiten in Schnee und Schlamm.
Am 25. Januar 1945 erhielt die Heeresgruppe die Bezeichnung „Heeresgruppe Kurland“.

### Fünfte Kurlandschlacht

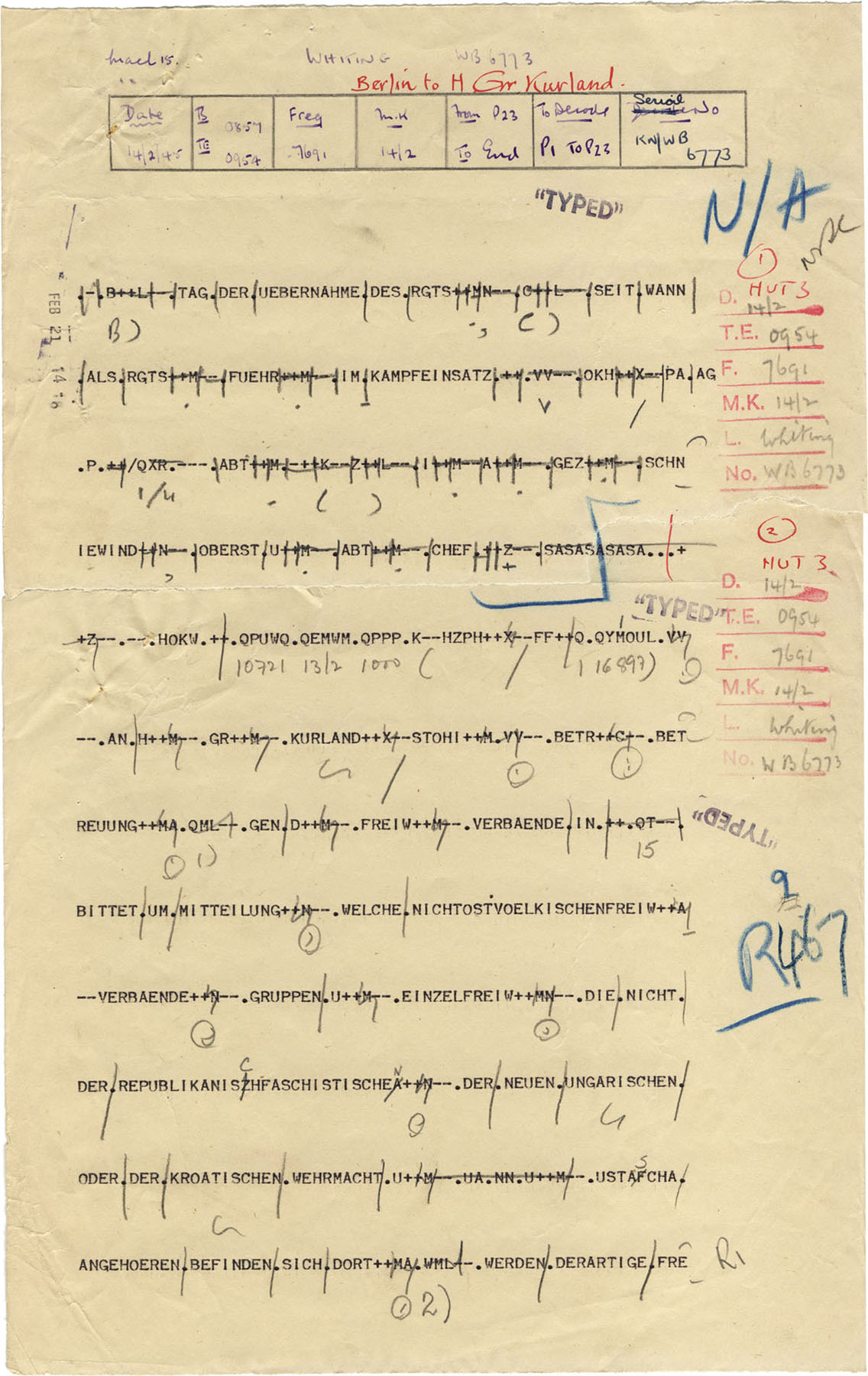
Ein von Berlin an die Heeresgruppe Kurland am 14. Februar 1945 mithilfe der Lorenz-Schlüsselmaschine verschlüsselt gesendetes Funkfernschreiben, das im englischen Bletchley Park als Tunny-Nachricht entziffert und ausgewertet wurde und so ein Teil der alliierten Ultra-Informationen wurde.

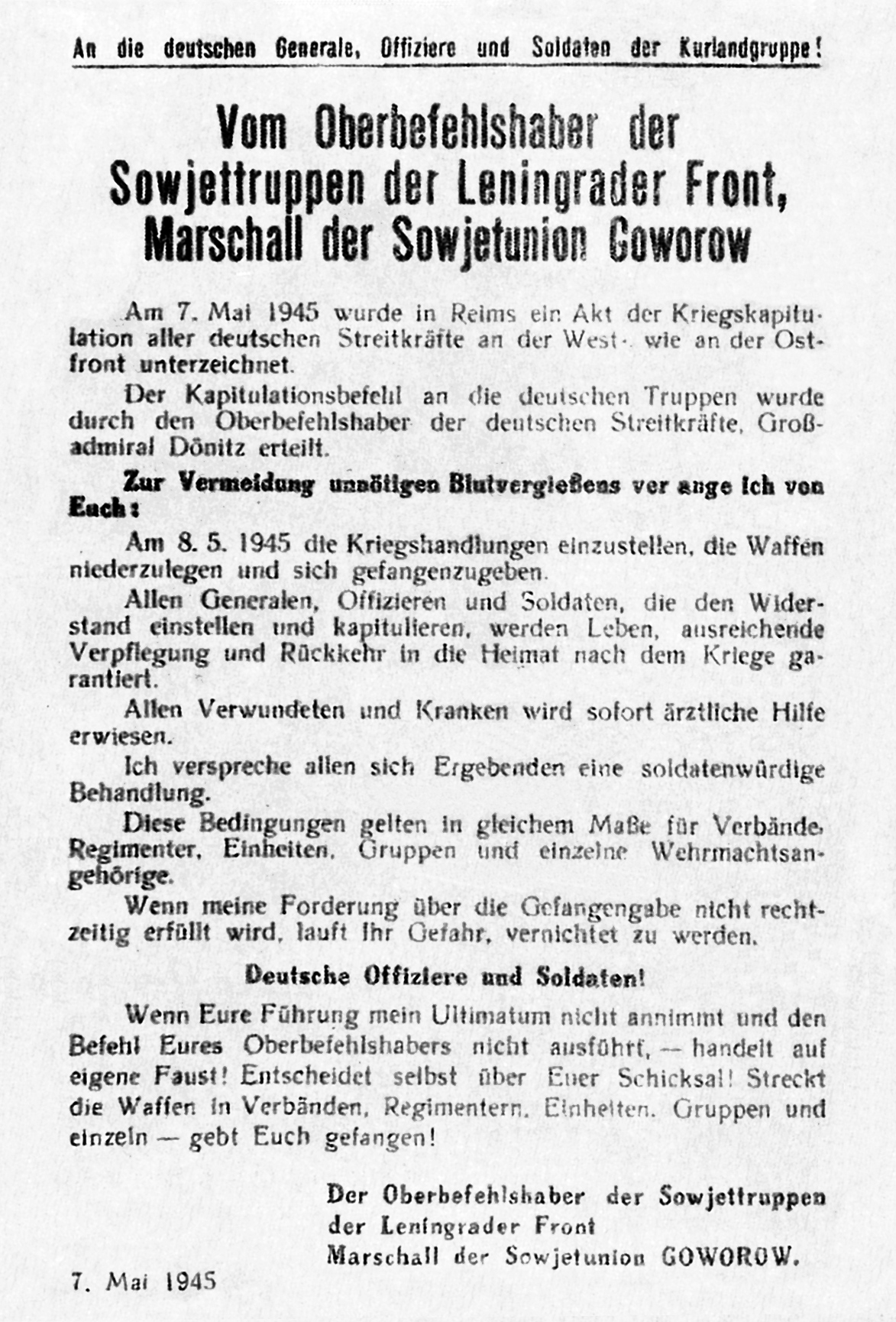
Aufruf von Marschall Leonid Goworow am 7. Mai 1945

Am 20. Februar 1945 zählte die Heeresgruppe noch 352.000 Heeressoldaten, 21.000 Mann der Luftwaffe, 12.000 Mann der Waffen-SS sowie etwa 12.600 Mann des Reichsarbeitsdienstes und etwa 2400 Mann der höheren Stäbe. Die I. Gruppe des Jagdgeschwaders 54 flog mit ihren Focke-Wulf Fw 190 noch Unterstützungseinsätze für die Bodentruppen. Dessen erfolgreichster Jagdflieger Oberleutnant Otto Kittel war nach 267 Luftsiegen am 16. Februar 1945 gefallen. Die 5. Kurlandschlacht, die am 20. Februar 1945 mit Trommelfeuer und Schlachtfliegerangriffen begann, brachte den angreifenden 21 sowjetischen Schützendivisionen und 16 Panzerbrigaden Verluste von 70.000 Mann, ohne Erfolge. Lediglich das hart umkämpfte Džūkste wurde erobert. Am 11. März einsetzendes Tauwetter verwandelte alle unbefestigten Wege in Schlamm und hemmte jede Bewegung.
Anfang März wurde die deutsche Zivilverwaltung in Kurland aufgelöst und die selbständige „Republik Lettland“ ausgerufen.

### Sechste Kurlandschlacht
Am 10. März 1945 übernahm Generaloberst Rendulic erneut die Heeresgruppe, übergab jedoch bereits fünf Tage später das Kommando an General Hilpert, den Befehlshaber der 16. Armee, der die Heeresgruppe bis zur Kapitulation führte. Am 18. März 1945 traten die sowjetischen Truppen zur 6. Kurlandschlacht an, um Frauenburg und Libau zu nehmen. Auch diese Schlacht wurde am 31. März ergebnislos abgebrochen.
Am 12. März 1945 wurde den Soldaten der Heeresgruppe das Ärmelband Kurland als Kampfauszeichnung verliehen.

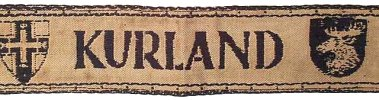
Ärmelband „Kurland“

### Kapitulation
Als am 8. Mai 1945 die Heeresgruppe Kurland im Rahmen der Gesamtkapitulation der deutschen Streitkräfte die Waffen niederlegte, verließen auch die letzten fünf Schiffsgeleitzüge den Hafen Libau, begleitet von den letzten Jagdflugzeugen des JG 54. Mit diesen letzten Transporten gelangten trotz sowjetischer Luftangriffe noch etwa 27.700 Mann nach Deutschland. Kurz zuvor hatte jede Division noch 125 Mann für den letzten Transport nach Deutschland melden können, und die angeschlagene 14. Panzer-Division sowie die 11. Infanterie-Division wurden fast vollständig evakuiert.
42 Generäle, 8038 Offiziere, 181.032 Unteroffiziere und Soldaten gerieten in sowjetische Gefangenschaft. Die etwa 14.000 lettischen Freiwilligen wurden als „Verräter“ bestraft; einige von ihnen setzten als „Waldbrüder“ den bewaffneten Kampf bis 1953 fort.

## Beteiligte Kräfte

### Rote Armee
1. Baltische Front (Armeegeneral Howhannes Baghramjan)
51. Armee (Generalleutnant Jakow Grigorjewitsch Kreiser)
10. Schützenkorps – Generalmajor Konstantin Pawlowitsch Newerow
- 91. Schützendivision – Oberst Jewgeni K. Sobjanin
- 279. Schützendivision – Oberst A. I. Siwankow
- 347. Schützendivision – Generalmajor A. Ch. Juchimtschuk

1. Schützenkorps – Generalleutnant I. F. Fedjukin
- 257. Schützendivision – Generalmajor F. A. Safronow
- 267. Schützendivision – Generalmajor N. M. Mischenko
- 346. Schützendivision – Generalmajor K. F. Schein

63. Schützenkorps – Generalleutnant T. K. Kolomnetz
- 77. Schützendivision – Generalmajor A. P. Radionow
- 87. Schützendivision – Generalmajor G. P. Kuljako
- 417. Schützendivision – Generalmajor F. M. Bobrakow

6. Gardearmee (Generaloberst Iwan Michailowitsch Tschistjakow)
2. Garde-Schützenkorps – Generalmajor Alexei Iwanowitsch Baksow
- 71. Schützendivision – Oberst Nikolai Sacharowitsch Beljaew
- 29. Schützendivision – Oberst Nikolai Aleksandrowitsch Rusakow

22. Garde-Schützenkorps – Generalmajor A. I. Rutschkin
- 46. Garde-Schützen-Division – Generalmajor Valeri Iwanowitsch Sawtschuk
- 90. Garde-Schützen-Division – Generalmajor Wassili Jefimowitsch Wlassow

23. Garde-Schützenkorps – Generalleutnant A. N. Jermakow
- 51. Garde-Schützen-Division – Oberst Iwan Fedorowitsch Prjachin
- 67. Garde-Schützen-Division – Oberst Lew Illarionowitsch Puzanow
- 270. Schützendivision – Generalmajor I. P. Beljaew

30. Garde-Schützenkorps – Generalmajor Afanassi Fjodorowitsch Schtscheglow
- 45. Garde-Schützen-Division – Generalmajor Iwan Iljitsch Trusow
- 63. Garde-Schützen-Division – Oberst Anatoli Georgjewitsch Afanasiew
- 64. Garde-Schützen-Division – Oberst Valentin Michailowitsch Jairow

3. Garde-Mechanisches Korps – Generalleutnant Wiktor Timofejewitsch Obuchow
- 7. Garde-Mechanische Brigade
- 8. Garde-Mechanische Brigade
- 9. Garde-Mechanische Brigade
- 35. Garde-Panzerbrigade

4. Stoßarmee (Generalleutnant Pjotr Fjodorowitsch Malyschew)
84. Schützenkorps – Generalleutnant J. M. Prokofjew
- 47. Garde-Schützendivision – Generalmajor Wassili Minajewitsch Schugajew
- 164. Schützendivision – Oberst Grigori Iwanowitsch Sinitzin
- 332. Schützendivision – Oberst Sergei Sergejewitsch Iwanow

92. Schützenkorps – Generalleutnant – Nikolai Boleslawowitsch Ibjanski
- 156. Schützendivision – Generalmajor Fjodor Iwanowitsch Gryslow
- 16. Schützen-Division – Generalmajor Adolf Ionowitsch Urbshas
- 179. Schützendivision – General Michail Schkurin

19. Schützenkorps – Generalmajor Dmitri Iwanowitsch Samarow
- 344. Schützendivision – Oberst Georgi Druschinin
- 70. Schützen-Division – Oberst Seraphim Andrianovich Krasnowski
- 32. Schützen-Division – Oberst Jakow Werbow

42. Armee (Generalleutnant Wladimir Petrowitsch Swiridow)
83. Schützenkorps – Generalmajor N. L. Soldatow
- 239. Schützendivision – Generalmajor Wladimir Stepanowitsch Potapenko
- 119. Schützendivision – Oberst M. I. Dudarenko
- 360. Schützendivision – Oberst Jefimow Alexandrowitsch Parsenko

110. Schützenkorps – Generalmajor Afanasi Sergejewitsch Grjasnow
- 168. Schützendivision – Oberst Pjotr Iwanowitsch Olchowski
- 256. Schützendivision – Oberst Anatoli Gawrilowitsch Koziew
- 268. Schützen-Division – Oberst Alexander Iwanowitsch Waschenin
- 11. Schützendivision – Oberst Wladimir Iwanowitsch Schkel

Frontreserve
- 145. Schützendivision – Generalmajor Wladimir Konstantinowitsch Gorbatschow
- 306. Schützendivision – Generalmajor Mihail Iwanowitsch Kutscherjawenko
- 357. Schützendivision – Generalmajor Alexander Georgijewitsch Kudrjawzew

1. Stoßarmee (Generalleutnant Wladimir Nikolajewitsch Rasuwajew)
112. Schützenkorps – Generalmajor Kornei Grigorjewitsch Rebrik
- 123. Schützendivision – Oberst Tichon Saweljewitsch Schumskji
- 377. Schützendivision – Oberst Andrei Markowitsch Kartawenko

119. Schützenkorps – Generalmajor Nikolai Nikolajewitsch Nikitin
- 44. Schützendivision – Oberst Anatoli Anisimowitsch Mironenko
- 360. Schützendivision – Oberst Jefim Alexandrowitsch Laschtenko
- 374. Schützendivision – Oberst Dmitri Iwanowitsch Pawlow

123. Schützenkorps – Generalmajor Filipp Jakowljewitsch Solowjew
- 21. Garde-Schützen-Division – Oberst Alexander Varfolomejewitsch Schunkow
- 37. Schützendivision – Generalmajor Pjotr Michailowitsch Dawjidow
- 376. Schützendivision – Generalmajor Nikolai Antonowitsch Poljakow
- 155. Schützendivision – Oberst Nikifor Jefimowitsch Batluk

14. Schützenkorps – Generalmajor Judel Leontjewitsch Gorodinski
- 158. Schützendivision – Oberst Demjan Iljitsch Gontscharow
- 378. Schützendivision – Oberst Wassili Wlasowitsch Skwortzkow

10. Gardearmee (Generalleutnant Michail Iljitsch Kasakow)
7. Garde-Schützenkorps – Generalmajor Andrei Danilowitsch Kuleschow
- 7. Garde-Schützen-Division – Oberst Michail Emmanuilowitsch Moskalik
- 8. Garde-Schützen-Division – Oberst Georgi Iljitsch Panischew

15. Garde-Schützenkorps – Generalleutnant Michail Alexandrowitsch Isajew
- 29. Garde-Schützen-Division – Oberst Benja Michailowitsch Lasarew
- 30. Garde-Schützen-Division – Oberst Nikolai Nikolajewitsch Wlasow
- 85. Garde-Schützen-Division – Oberst Pjotr Iwanowitsch Kulikow

19. Garde-Schützenkorps – Generalleutnant Iwan Wladimirowitsch Gribow
- 22. Garde-Schützen-Division – Oberst Wassili Iwanowitsch Morosow
- 56. Garde-Schützen-Division Oberst Iwan Filatowitsch Krobjakow
- 65. Garde-Schützen-Division – Oberst Sergej Michailowitsch Pankow
- 198. Schützendivision – Oberst Nikolai Iwanowitsch Fominschew

### Wehrmacht (März 1945)

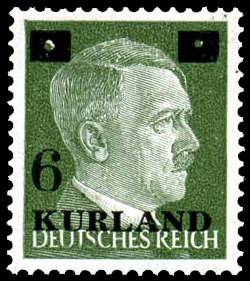
Briefmarke mit Aufdruck Kurland

16. Armee – General der Infanterie Carl Hilpert
ab 10. März 1945 General der Infanterie Ernst-Anton von Krosigk, ab 16. März General der Gebirgstruppen Friedrich Jobst Volckamer von Kirchensittenbach
- XVI. Armeekorps – Generalleutnant Ernst-Anton von Krosigk, ab 16. März Generalleutnant Gottfried Weber
  - 81. Infanterie-Division – Generalleutnant Franz Eccard von Bentivegni
  - 300. Division z. b. V. –
  - 21. Luftwaffen-Feld-Division – Generalleutnant Albert Henze, 16. Februar 1945 Generalmajor Otto Barth
- VI. SS-Armeekorps – SS-Obergruppenführer Walter Krüger
  - 24. Infanterie-Division – Generalmajor Harald Schultz
  - 12. Panzer-Division – Generalleutnant Erpo von Bodenhausen, ab 14. April 1945 Generalmajor Horst von Usedom
  - 19. SS-Grenadier-Division (lett.) – SS-Gruppenführer und Generalleutnant der Waffen-SS Bruno Streckenbach
- XXXVIII. Panzerkorps – General der Artillerie Kurt Herzog
  - 122. Infanterie-Division – General der Infanterie Friedrich Fangohr, ab 20. Januar 1945 Generalmajor Bruno Schatz
  - 290. Infanterie-Division – Generalmajor Hans-Joachim Baurmeister, ab 25. April 1945 Generalmajor Carl Henke, ab 27. April 1945 Generalleutnant Bruno Ortler
  - 329. Infanterie-Division – Generalleutnant Konrad Menkel, ab 1. Januar 1945 Generalmajor Werner Schulze, Mai 1945 Generalleutnant Konrad Menkel
- XXXXIII. Armeekorps (Gen. Kdo. im Abtransport) – General der Gebirgstruppe Kurt Versock
  - Festung-Kommandant Windau – Generalmajor Günther Rohr
  - 121. Infanterie-Division Generalleutnant Werner Ranck ab 29. April 1945 Generalmajor Ottomar Hansen

18. Armee – General der Infanterie Ehrenfried Oskar Boege
- I. Armeekorps – General der Infanterie Friedrich Fangohr, ab 21. April 1945 Generalleutnant Christian Usinger
  - 218. Infanterie-Division – Generalleutnant Viktor Lang, ab 25. Dezember 1944 Generalmajor Ingo von Collani, ab 1. Mai 1945 Generalleutnant Werner Ranck
  - 132. Infanterie-Division – Generalmajor Rudolf August Demme, ab 8. Januar 1945
- II. Armeekorps – General der Infanterie Johannes Mayer, ab 1. April 1945 Generalleutnant Alfred Gause
  - 263. Infanterie-Division – Generalleutnant Alfred Hemmann
  - 563. Volksgrenadier-Division – Generalmajor Ferdinand Brühl, ab 25. Februar 1945 Generalmajor Werner Neumann
- X. Armeekorps – General der Artillerie Siegfried Thomaschki
  - 87. Infanterie-Division – Generalmajor Helmuth Walter, ab 16. Januar 1945 Generalleutnant Mauritz Freiherr von Strachwitz
  - 126. Infanterie-Division – Generalmajor/Generalleutnant Gotthard Fischer, ab 5. Januar 1945 Oberst/Generalmajor Kurt Hähling
  - 30. Infanterie-Division – Generalmajor Otto Barth, ab 30. Januar 1945 Generalleutnant Albert Henze
- L. Armeekorps – General der Gebirgstruppe Friedrich Jobst Volckamer von Kirchensittenbach
  - 205. Infanterie-Division – Generalmajor Ernst Biehler, ab 15. November 1944 Generalmajor Karl-Hans Giese
  - 225. Infanterie-Division – Generalleutnant Walter Risse
  - 11. Infanterie-Division – Generalleutnant Hellmuth Reymann, ab 18. November 1944 Generalleutnant Gerhard Feyerabend
  - 14. Panzer-Division – Generalmajor Oskar Munzel, ab 25. November 1944 Generalmajor Martin Unrein, ab 19. Februar 1945 Oberst Friedrich-Wilhelm Jürgen, ab 22. März 1945 Oberst Paul Lüneburg, ab 25. März 1945 Oberst Karl-Max Gräßel

Luftwaffe
- Luftflotte 1 – General der Flieger Curt Pflugbeil (ab 17. April 1945 Luftwaffenkommando Kurland)
  - Stab, I. und II./Jagdgeschwader 54 – Oberst Dietrich Hrabak
  - III./Schlachtgeschwader 3
  - Stab, 1. und 2./Nahaufklärungsgruppe 5
  - Nachtschlachtgruppe 3
  - 6. Flak-Division – Generalleutnant Werner Anton

Marine
- 9. Sicherungs-Division
- 1. Minensuchflottille
- 3. Minensuchflottille
- 25. Minensuchflottille
- 31. Minensuchflottille
- 1. Räumbootsflottille
- 17. Räumbootsflottille
- 3. Vorpostenflottille
- 9. Vorpostenflottille
- 17. Vorpostenflottille
- 3. Sicherungsflottille
- 14. Sicherungsflottille
- 13. Landungsflottille
- 21. Landungsflottille
- 24. Landungsflottille
- 3. U-Bootsjagdflottille
- 11. U-Bootsjagdflottille
- 2. Schnellboot-Schulflottille der Schnellboot-Lehrdivision mit dem Schnellbootbegleitschiff Tsingtau